# Оралбаева, Нуржамал Оралбаевна
Нуржамал Оралбаевна Оралбаева (15.05.1928 — 02.12.2020) — учёный в области лингвистики, казахстанский языковед, тюрколог, доктор филологических наук, профессор, Академик Казахстанской академии педагогических наук, «Заслуженный деятель науки Казахской ССР», «Отличник образования Казахской ССР», «Почетный работник образования Республики Казахстан».

## Биография
Родилась 15 мая 1928 года в Баянаульском районе Павлодарской области.
В 1944 году поступила на факультет казахского языка и литературы Женского педагогического института. На 3-м курсе перевелась в Казахский педагогический институт имени Абая, который окончила с отличием в 1949 году. С 1949 по 1952 год училась в аспирантуре Института языкознания АН Казахской ССР.
В 1956 году защитила кандидатскую диссертацию на тему «История казахской письменности в послеоктябрьский период» (под руководством профессора С. Аманжолова). В 1971 году защитила докторскую диссертацию по теме «Аналитические формы глаголов в казахском языке».
Скончалась 2 декабря 2020 года.

## Трудовая деятельность
1. 1952—1962 — преподаватель КазНПУ им. Абая
2. 1962—1973 — доцент КазНПУ им. Абая
3. 1973—1975 — профессор КазНПУ им. Абая
4. 1975—1989 — старший научный сотрудник Института языкознания им. А. Байтурсынова
5. 1989—1997 — заведующий кафедрой современного казахского языка КазНПУ им. Абая
6. 1990—1991 — проректор КазНПУ им. Абая
7. 1991—2020 — профессор КазНПУ им. Абая

## Научная деятельность
Нуржамал Оралбаевна занималась изучением истории письма, графики, орфографии, морфологии и словообразования казахского языка и методики преподавания казахского языка.
Она первая дала научное заключение по истории казахской письменности, разработала теоретические основы казахской графики и правописания на основе кириллицы, ввела теорию аналитических форм глаголов в первое казахское языкознание, заложила основы нулевого теория морфем и нулевых форм, заложила теоретические основы казахского словообразования, сформировала основной метаязык, ввела собственную методологическую модель обучения практическому казахскому языку.
Автор более 300 научных, научно-методических работ. Под ее руководством подготовлено около 20 докторов наук и около 60 кандидатов наук.
1. «Методические указания по морфологии современного казахского языка» (1959, 1961, 1971, 1981)
2. «Современный казахский язык. Морфология.» (1961, соавтор)
3. «Казахский язык» (1964, соавтор)
4. «Основы казахской графики и правописания» (1968)
5. «Сборник упражнений на современном казахском языке» (1972, соавтор)
6. «Аналитические формы глаголов в современном казахском языке» (1975)
7. «Строение и значение аналитических форм глаголов в современном казахском языке» (1979)
8. «Система морфем современного казахского языка» (1986, соавтор)
9. «Грамматические категории глаголов» (1986)
10. «Словообразовательная система числовых существительных в современном казахском языке» (1988)
11. «Современная словообразовательная система в казахском языке» (1989)
12. «Мы учим казахский язык» (1989, соавтор)
13. «Казахский язык. Практический курс» (1989)
14. «Практический казахский язык» (1993, соавтор)
15. «Программа морфологии современного казахского языка» (1992, 1994, 2001)
16. «Методика обучения казахскому языку в русскоязычных школах» (1996, соавтор)
17. «Комплекс упражнений по современному казахскому языку» (1997)
18. «Звуковая гармония казахского языка» Университет Анкары, Турция, (1999)
19. Учебник «Словообразование казахского языка» (2002)
20. «Грамматика казахского языка» (2002)
21. «Учим казахский» Учебник. Часть I. (2004)
22. «Учим казахский» Учебник. Часть II. (2004)
23. «Қазақ тілі» Книга для студентов русскоязычных факультетов высших учебных заведений (2007)
24. «Морфология казахского языка» (2007)
25. «Словообразование казахского языка» (2014) и др.

## Награды и звания
1. Доктор филологических наук (1971)
2. Профессор (1973)
3. Академик Казахстанской академии педагогических наук (2005)
4. Почетная грамота Верховного Совета Казахской ССР (1960)
5. «Отличник образования Казахской ССР» (1968)
6. Медаль «Ветеран труда» (1987)
7. «Заслуженный деятель науки Казахской ССР» (1989)
8. «Почетный работник образования Республики Казахстан» (2003)